# Бранко Ковачевич (борець)
Бранко Ковачевич (серб. Бранко Ковачевић; нар. 4 січня 2000, Белград) — сербський борець греко-римського стилю, бронзовий призер чемпіонату світу серед молоді, бронзовий призер чемпіонату Європи серед молоді, учасник чемпіонатів світу та Європи.

## Життєпис
Виступає за спортивний клуб «Раднічкі» Белград. Тренер — Слободан Ілич. Триразовий чемпіон Сербії (2020, 2021, 2022).

## Спортивні результати на міжнародних змаганнях

### Виступи на Чемпіонатах світу
| Змагання                        | Збірна | Вагова категорія                 | Місце |
| ------------------------------- | ------ | -------------------------------- | ----- |
| Чемпіонат світу з боротьби 2021 | Сербія | греко-римська боротьба, до 82 кг | 22    |
| Чемпіонат світу з боротьби 2023 | Сербія | греко-римська боротьба, до 82 кг | 14    |

### Виступи на Чемпіонатах Європи
| Змагання                         | Збірна | Вагова категорія                 | Місце |
| -------------------------------- | ------ | -------------------------------- | ----- |
| Чемпіонат Європи з боротьби 2021 | Сербія | греко-римська боротьба, до 82 кг | 16    |
| Чемпіонат Європи з боротьби 2023 | Сербія | греко-римська боротьба, до 82 кг | 17    |

### Виступи на інших змаганнях
| Змагання                                         | Збірна | Вагова категорія                 | Місце  |
| ------------------------------------------------ | ------ | -------------------------------- | ------ |
| Міжнародний турнір Любомира Івановича-Гедзи 2018 | Сербія | греко-римська боротьба, до 82 кг | 4      |
| Чемпіонат Сербії з боротьби 2020                 | Сербія | греко-римська боротьба, до 82 кг | Срібло |
| Відкритий чемпіонат Загреба з боротьби 2020      | Сербія | греко-римська боротьба, до 82 кг | 5      |
| Турнір Дана Колова — Николи Петрова 2021         | Сербія | греко-римська боротьба, до 82 кг | Золото |
| Міжнародний турнір Любомира Івановича-Гедзи 2021 | Сербія | греко-римська боротьба, до 82 кг | Бронза |
| Турнір Ібрагіма Мустафи 2021                     | Сербія | греко-римська боротьба, до 82 кг | Золото |
| Відкритий чемпіонат Загреба з боротьби 2022      | Сербія | греко-римська боротьба, до 77 кг | 13     |
| Турнір Дана Колова — Николи Петрова 2022         | Сербія | греко-римська боротьба, до 82 кг | 5      |
| Кубок Владислава Пітласинські 2023               | Сербія | греко-римська боротьба, до 82 кг | 10     |
| Міжнародний турнір Любомира Івановича-Гедзи 2023 | Сербія | греко-римська боротьба, до 82 кг | Срібло |

### Виступи на змаганнях молодших вікових груп
| Змагання                                            | Збірна | Вагова категорія                 | Місце  |
| --------------------------------------------------- | ------ | -------------------------------- | ------ |
| Чемпіонат світу з боротьби серед юніорів 2018       | Сербія | греко-римська боротьба, до 82 кг | 22     |
| Балканський чемпіонат з боротьби серед юніорів 2019 | Сербія | греко-римська боротьба, до 82 кг | Срібло |
| Чемпіонат світу з боротьби серед молоді 2019        | Сербія | греко-римська боротьба, до 82 кг | 7      |
| Чемпіонат Європи з боротьби серед молоді 2021       | Сербія | греко-римська боротьба, до 82 кг | 7      |
| Чемпіонат світу з боротьби серед молоді 2021        | Сербія | греко-римська боротьба, до 82 кг | Бронза |
| Чемпіонат Європи з боротьби серед молоді 2022       | Сербія | греко-римська боротьба, до 82 кг | Бронза |
| Чемпіонат Європи з боротьби серед молоді 2023       | Сербія | греко-римська боротьба, до 82 кг | 5      |
| Чемпіонат світу з боротьби серед молоді 2023        | Сербія | греко-римська боротьба, до 82 кг | 13     |